# Furnarius torridus
Furnarius torridus (лат.) —  вид птиц из семейства печниковых. Подвидов не выделяют.

## Распространение
Распространены в основном на северо-востоке Перу и на западе бразильского штата Амазонас, а также на крайнем северо-востоке Эквадора и крайнем юго-востоке Колумбии. Живут в лесах (в том числе затапливаемых) по берегам рек.

## Описание
Длина тела 15—17 см, масса 48—57 г. У взрослых особей тусклая тёмно-жёлтая бровь.

## Биология
Питаются членистоногими и, возможно, другими беспозвоночными. Корм ищут, бродя по земле.

## Охранный статус
МСОП присвоил виду охранный статус LC.